# Apanteles masoni
Apanteles masoni är en stekelart som först beskrevs av Austin och Paul C. Dangerfield 1992.  Apanteles masoni ingår i släktet Apanteles och familjen bracksteklar. Inga underarter finns listade i Catalogue of Life.